# Padiernos (Salamanca)
Padiernos es un despoblado español del municipio de Horcajo Medianero, perteneciente a la provincia de Salamanca, en la comunidad autónoma de Castilla y León. En 2023, la entidad singular de población no tenía empadronado ningún habitante.